# Didier Levallet
Didier Levallet, né le 19 juillet 1944 à Arcy-sur-Cure (Yonne), est un contrebassiste, chef d'orchestre, arrangeur et compositeur français de jazz.

## Biographie
Dans sa jeunesse il apprend à jouer du saxophone alto en autodidacte. Plus tard il étudie la contrebasse au conservatoire de Lille tout en suivant des études à l'École supérieure de journalisme. En 1969 il se rend à Paris où il joue notamment avec Georges Arvanitas, Siegfried Kessler, Ted Curson, Steve Potts, Mal Waldron, Johnny Griffin, Kenny Clarke, Slide Hampton. Freddie Redd et Hank Mobley.
En 1970 il fonde le quartette Perception, incluant Yochk’o Seffer, Siegfried Kessler et Jean-My Truong, avec lequel il jouera à l'étranger et sortira plusieurs disques.
Il accompagne merveilleusement le poète Jacques Bertin.
Il crée en 1972 l'ADMI, Association pour le développement de la musique improvisée, qui publie plusieurs disques et organise des concerts.
Il se rend aux États-Unis en 1974, où il joue en concert avec Byard Lancaster. Il forme peu de temps après l'ensemble de cordes et percussions Confluence, groupe à la formation tournante (y joueront notamment Jean-Charles Capon, Denis Van Hecke, Philippe Petit, Christian Escoudé et Armand Lemal), qui sort plusieurs disques et organise des concerts jusqu'à sa dissolution en 1980.
Il s'intéresse à l'arrangement et à la composition et participe à diverses formations: un quintette (Jean Querlier, André Jaume, Jeff Sicard aux saxophones, et Jean-Claude Montredon à la batterie), un big band et, en 1978, un orchestre de cordes avec batterie, le Swing Strings System : Didier Lockwood (violons), Jean-Yves Rigaud (violons), Jean-Charles Capon (violoncelle), Denis Van Hecke (violoncelle), Christian Escoudé (guitares), Siegfried Kessler (claviers), Bernard Lubat (batterie), Didier Levallet (contrebasse, arrangements, direction), qui deviendra en 1989 le Super Strings System.
En 1981 il forme un trio de cordes avec Dominique Pifarély (violon) et Gérard Marais (guitare).
De 1997 à 2000, Didier Levallet prend la direction de l'Orchestre national de jazz pour trois ans. Dans son orchestre on peut trouver Ramon Lopez, Sophia Domancich ou Vincent Courtois.
De 2001 à 2010, il est le directeur de l'Allan, scène nationale de Montbelliard et, depuis 2008 directeur artistique du festival Jazz Campus en Clusinois qui remplace le festival de Cluny qu'il avait fondé en 1977.
Tout au long de sa carrière, outre les musiciens déjà mentionnés, il a collaboré notamment avec Steve Lacy, Daunik Lazro, Pierre Aubert, François Couturier, Tony Coe, Chris McGregor, Gérard Buquet, Radu Malfatti, Marc Charig, Bernard Lubat, Michel Roques, Frank Lowe, Archie Shepp, Tony Oxley, Laurent Hoevaners, Manuel Denizet, Debora Seffer, Jean-Claude Asselin, Youval Micenmacher, Jacques Mahieux, Jac Berrocal, et de nombreux autres.
Il a enseigné le jazz aux conservatoires d'Angoulême, puis de Montreuil et la musique à la faculté de Poitiers.
Coauteur, avec Denis-Constant Martin, d'un livre : L'Amérique de Mingus (éditions P.O.L.).

## Discographie
- 2012 13 Miniatures For Albert Ayler Jean-Jacques Avenel, Jacqueline Caux, Jean-Luc Cappozzo, Steve Dalachinsky, Simon Goubert, Raphaël Imbert, Sylvain Kassap, Joëlle Léandre, Urs Leimgruber, Ramon Lopez, Joe McPhee, Evan Parker, Barre Phillips, Michel Portal, Lucia Recio, Christian Rollet, John Tchicai (RogueArt)
- 2006 Songes, Silences[1] (Sans Bruit CD 2011)
- 2002 BIB avec Günter Sommer et Sylvain Kassap
- 2001 Ornette For Ever Yochk'o Seffer, Tony Marsh, Debora Seffer et Ornette Coleman
- 2001 Contes Jazz Et Zizanie Muriel Bloch (Enfance Et Musique)
- 2000 Deep Feelings Orchestre national de jazz et Jeanne Lee (Evidence, Frémeaux & Associés)
- 1999 Sequences ONJ (Evidence, Frémeaux & Associés)
- 1998 ONJ Express ONJ et Daunik Lazro (Evidence, Frémeaux & Associés)
- 1994 Outlaws In Jazz Daunik Lazro, Jac Berrocal, Denis Charles (Bleu Regard)
- 1993 Images Of Clarity Beckett, Marsh (Evidence, Frémeaux & Associés)
- 1990 Super Strings System - Paris . Suite (Evidence (label), Frémeaux & Associés)
- 1990 Cordes Sur Ciel Günter "Baby" Sommer, Sylvain Kassap (European Music Productions, Sud-Ouest Label)
- 1988 Swing Strings System Eurydice (Evidence racheté par Frémeaux & Associés CD 2003)
- 1986 Eowyn Gérard Marais, Dominique Pifarely (Label Bleu)
- 1986 Quiet Days...[2] Quintett (Evidence (label), Frémeaux & Associés)
- 1984 Soleil Noir Yves Hasselmann, Jean Querlier
- 1981 Instants Chavirés Gérard Marais, Dominique Pifarely (Open)
- 1978 Swing Strings System (Evidence, Frémeaux & Associés CD 2002)
- 1978 Bertin Jacques Bertin, Siegfried Kessler, Enregistrement 29/9/1978 Publi (Le Chant Du Monde)
- 1975 Compositions Spontanées Pour Contrebasse Et Percussions Yves Herwan (Ad Lib)

## Distinctions
- Chevalier des Arts et des Lettres
- Chevalier de l'ordre national du Mérite